# Big Sioux
Pour les articles homonymes, voir Sioux (homonymie).
La rivière Big Sioux est un affluent de la rivière Missouri, donc un sous-affluent du Mississippi.

## Géographie
Son cours mesure 470 km de long. Son parcours s'écoule dans l'est et le nord-ouest du Dakota du Sud et de l'Iowa aux États-Unis.
La rivière Big Sioux prend sa source dans le comté de Roberts, dans le Dakota du Sud sur le Coteau des Prairies.
Le long de son parcours, la rivière passe de nombreuses chutes, notamment à Sioux Falls qui a donné ce nom à la ville.
Elle rejoint le Missouri en provenance du nord à Sioux City, dans l'État de l'Iowa.

## Débit
Le débit de la Big Sioux a été mesuré de façon continue depuis 1929 à Akron, à proximité de son embouchure. La rivière y draine une surface de 21 800 km2 et son débit moyen annuel s'élève à 57 m3/s. La tranche d'eau écoulée annuellement dans son bassin versant est de seulement 82 mm. Le débit de la rivière manque de pondération en raison de l'alternance des années de pluie et de sécheresse qui caractérisent la région. En 1931, année de l'épisode du Dust Bowl, le débit annuel de la rivière n'a été que de 3,4 m3/s, contre 177 m3/s en 1993, année d'importantes inondations dans le midwest. Le débit instantané record est de 2 286 m3/s mesuré le 9 avril 1969 et le débit mensuel record de 615 m3/s mesuré en juin 1993.